# Fontana Arte
Fontana Arte S. p. A. ist ein weltweit bekannter italienischer Leuchtenhersteller. Bei ihm erschienen unter anderem Designerleuchten von Gio Ponti, Pietro Chiesa und Max Ingrand. Die Firma wurde 1881 von Luigi Fontana gegründet.

## Geschichte
Ursprünglich gründete Luigi Fontana (nicht zu verwechseln mit dem Maler Lucio Fontana) 1881 ein Unternehmen unter seinem Namen zur Produktion von Glasplatten. 1931 entstand die Zusammenarbeit mit dem italienischen Designer Gio Ponti, der als künstlerischer Leiter die neue Abteilung FontanaArte leitete. Dabei arbeitete Gio Ponti eng mit dem Glasmeister Pietro Chiesa zusammen. Bereits 1933 wurde FontanaArte ein eigenständiger Betrieb, der sich auf die handwerkliche Herstellung von Einrichtungsgegenständen (meist aus Glas) konzentrierte. Dabei entstanden Klassiker des italienischen Designs wie der Glastisch Fontana (1932 von Pietro Chiesa) oder die Leuchte Billia (1931 von Gio Ponti).
Ab 1954 wurde der Franzose Max Ingrand künstlerischer Leiter von Fontana Arte. Er baute die industrielle Produktion aus und schaffte in den Folgejahren einige bemerkenswerte Entwürfe in dem berühmten FontanaArte Glas mit seiner meist leicht grünlichen Färbung. 1979 wurde Gae Aulenti  Art Director und setzt exemplarisch mit dem Glastisch Tavolo con Ruote neue Impulse, 1980 entstand ihr Table with Wheels. David Chipperfield entwarf 2004 für Fontana Arte die Hängeleuchte Chandelier und die Wandleuchte Corrubedo.
Objekte von Fontana Arte findet man in zahlreichen Design-Museen wie dem Museum für Angewandte Kunst Köln, dem Brooklyn Museum, New York, oder dem Museum of Modern Art in New York.  In Designauktionen und -plattformen erzielen diese Glasarbeiten Liebhaberpreise.